# A Prodigal Parson
A Prodigal Parson è un cortometraggio muto del 1908. Il nome del regista non viene riportato nei credit.

## Produzione
Il film fu prodotto dalla Essanay Film Manufacturing Company.

## Distribuzione
Il cortometraggio della lunghezza di 268 metri uscì nelle sale cinematografiche USA l'8 agosto 1908.